# Kılıçtutan, Gürpınar
Kılıçtutan là một xã thuộc thành phố Gürpınar, tỉnh Van, Thổ Nhĩ Kỳ. Dân số thời điểm năm 2011 là 58 người.